# Massimo D'Alema
Massimo D'Alema (* 20. dubna 1949) je italský sociálnědemokratický politik. Byl premiérem Itálie v letech 1998–2000 a ministrem zahraničních věcí v letech 2006–2008. Od roku 1996 je místopředsedou Socialistické internacionály.

## Biografie
Jeho otcem byl komunistický politik Giuseppe D'Alema. To ho v mládí přivedlo do komunistického hnutí, v 70. letech byl předsedou Italské federace mladých komunistů (1975–1980). Později se stal členem Komunistické strany Itálie (PCI) a vedl komunistický deník L'Unità (1986–1989). V letech 1970–1976 byl za PCI radním v Pise, v letech 1985–1987 krajským zastupitelem v Apulii.
Na počátku 90. let však došlo v komunistické straně, také v souvislosti se změnami ve východní Evropě, ke změnám a štěpení. D'Alema umírněnější část strany roku 1991 zformoval do strany Demokratická levicová strana (Partito Democratico della Sinistra – PDS). Roku 1998 byla transformována, posunuta ještě více do středu a nazvána Levicoví demokraté (Democratici di Sinistra – DS). Záhy pak vstoupila do široké předvolební levo-středové koalice Olivovník. Její úspěch D'Alemu vynesl až do pozice předsedy vlády. V ní, zřejmě aby smyl podezření, že jako bývalý komunista není loajální se západními velmocemi, zapojil Itálii do bombardování Jugoslávie jednotkami NATO roku 1999. Pravicová opozice Silvia Berlusconiho ho podpořila, velká část levice byla však znechucena, což přispělo k pádu jeho vlády. Do ní se vrátil znovu v levicovém kabinetu Romana Prodiho, kde získal post ministra zahraničí. A znovu ho krátce po nástupu do funkce zastihla velká mezinárodní krize, tentokrát libanonsko-izraelský konflikt roku 2006. D'Alema se rozhodl stát klíčovým prostředníkem ve sporu. Vyjednal vznik mezinárodních jednotek UNIFIL, na nichž se hojně podíleli Italové, a které oddělily Izrael a jednotky Hizballáhu. Pravicová opozice nicméně tento krok kritizovala jako „operaci kamikaze“, která uvrhne italské vojáky mezi dva mlýnské kameny.